# Zapokiwie
Zapokiwie (ukr. Запоківне, lub Zapokiwne) – wieś na Ukrainie w rejonie kowelskim, obwodu wołyńskiego. W II Rzeczypospolitej miejscowość wchodziła w skład gminy wiejskiej Górniki w powiecie kowelskim województwa wołyńskiego. Po II wojnie światowej w skład wsi włączono leżące w jej pobliżu chutory Jagódkowo oraz Pukowo.
W niewielkiej odległości na południe od Zapokiwia znajdowały się nieistniejące już dziś chutory Popliwce i Zapidzie.
Do 2020 w rejonie ratnieńskim.